# نويل غوتيريز
نويل غوتيريز (بالإسبانية: Noel Gutiérrez)‏ هو لاعب هوكي الحقل مكسيكي، ولد في 9 مايو 1950.

## وصلات خارجية
- نويل غوتيريز على موقع أوليمبيديا (الإنجليزية)